# Kids in America
Kids in America är en new wave-singel framförd av Kim Wilde, inspelad 1980 och släppt i januari 1981. Wilde har släppt ett antal remixer på singeln. Flera band och artister har gjort coverversioner på "Kids in America".
Debutsingeln lyckades nå topp-2 på Storbritanniens singellista och kom på flera topp-5 placeringar världen över. Dock blev det som högst en 25:e-placering när den släpptes som singel i USA 1982.

## Listplaceringar
| Länder (1981)               | Topplaceringar |
| --------------------------- | -------------- |
| Storbritannien              | 2              |
| US Billboard Hot 100 (1982) | 25             |
| Kanada                      | 34             |
| Danmark                     | 1              |
| Irland                      | 1              |
| Sydafrika                   | 1              |
| Sverige                     | 2              |
| Belgien                     | 4              |
| Australien                  | 5              |
| Frankrike                   | 5              |
| Tyskland                    | 5              |
| Schweiz                     | 5              |
| Nederländerna               | 6              |
| Norge                       | 9              |
| Österrike                   | 12             |